# José Ángel Peña
José Ángel Peña Carballo (San Salvador, El Salvador, 10 de diciembre de 1994), es un futbolista salvadoreño que juega de delantero en el Alianza Fútbol Club, de la Primera División de El Salvador.

## Trayectoria
Peña comenzó su carrera futbolista en El Salvador desde temprana edad como becario en la academia de fútbol FESA. En 2008, destacado por su velocidad y olfato goleador, le permitió ganar una beca futbolista y salir del país a España para entrenar con las inferiores juveniles del Sevilla por dos años. Inmediatamente regresa a El Salvador para integrarse al Turin FESA de la Segunda División de El Salvador. Luego en 2011, fue cedido a la reserva del club capitalino Atlético Marte, donde fue campeón de goleo en el torneo de reserva en 2012. Para la temporada 2013-14, el futbolista firma su primer contrato profesional para el club más exitoso del fútbol salvadoreño con el C.D. FAS y siendo este su primer club en la Liga Mayor de Fútbol, sin embargo en su primera campaña en el Torneo Clausura 2013 su juventud y poca experiencia le hicieron aparecer únicamente en 10 partidos y anotando tan solo 1 gol. En 2014 salió nuevamente cedido, siendo su nuevo destino el club sub-20 de Tigres de la UANL mexicano. Alcanzó a participar en diez encuentros marcando dos goles. Posteriormente a finales de 2015 se anunció que Peña ficharía con el club calero de Isidro Metapán.

## Selección nacional

### Categorías inferiores
El 27 de febrero de 2013 dio inicio el Campeonato Sub-20 de la Concacaf de 2013 en Puebla, México donde fue llamado a formar parte del seleccionado salvadoreño para disputar dicho torneo juvenil. Peña anotó 1 gol en todo el torneo, precisamente el 27 de febrero contra Panamá en el 3-1 aportando al tercer y último gol, además obteniendo así su selección la histórica clasificación a su primera copa del mundo en categoría sub-20.

### Mundial Sub-20 de 2013
Bajo la dirección técnica de Mauricio Alfaro, el delantero fue considerado en la nómina definitiva para disputar el mundial sub-20 de 2013, el cual tuvo lugar en Turquía. El 22 de junio de 2013, fue el primer partido ante la selección anfitriona Turquía, en Trebisonda, Peña aparecería como titular y su conjunto perdió por goleada de 3-0. Tres días después se realizó el segundo encuentro contra Australia, en Rize el 25 de junio en esta oportunidad histórica para el seleccionado juvenil que ganó 1-2, donde Peña anotó el segundo y definitivo que le dio el triunfo y la primera victoria a su país en un campeonato mundial.

### Selección absoluta
El delantero debutó como internacional absoluto el 4 de septiembre de 2015, en el encuentro de la tercera ronda de clasificación hacia la Copa Mundial de Fútbol de 2018, frente a la selección caribeña de Curazao en Willemstad. Peña fue titular los 90 minutos y el resultado acabó en victoria por 0-1.

## Clubes
Actualizado al último partido jugado el 13 de mayo de 2023.
| Club Deportivo FAS · El Salvador                  | 1.ª                 | 2014                | 10  | 1  | - | - | - | - | 10  | 1  |
| Club Deportivo FAS · El Salvador                  | Total               | Total               | 10  | 1  | 0 | 0 | 0 | 0 | 10  | 1  |
| Club Deportivo FAS · El Salvador                  | 1.ª                 | 2015                | 10  | 1  | - | - | - | - | 10  | 1  |
| Club Deportivo FAS · El Salvador                  | 1.ª                 | 2015                | 14  | 1  | - | - | - | - | 14  | 1  |
| Club Deportivo FAS · El Salvador                  | Total               | Total               | 24  | 2  | 0 | 0 | 0 | 0 | 24  | 2  |
| Asociación Deportiva Isidro Metapán · El Salvador | 1.ª                 | 2016                | 21  | 8  | - | - | - | - | 21  | 8  |
| Asociación Deportiva Isidro Metapán · El Salvador | 1.ª                 | 2016-17             | 38  | 6  | - | - | - | - | 38  | 6  |
| Asociación Deportiva Isidro Metapán · El Salvador | 1.ª                 | 2017                | 26  | 4  | - | - | - | - | 26  | 4  |
| Asociación Deportiva Isidro Metapán · El Salvador | Total               | Total               | 85  | 18 | 0 | 0 | 0 | 0 | 85  | 18 |
| Club Deportivo Municipal Limeño · El Salvador     | 1.ª                 | 2018                | 23  | 3  | - | - | - | - | 23  | 3  |
| Club Deportivo Municipal Limeño · El Salvador     | Total               | Total               | 23  | 3  | 0 | 0 | 0 | 0 | 23  | 3  |
| Alianza Fútbol Club · El Salvador                 | 1.ª                 | 2018-19             | 38  | 8  | - | - | - | - | 38  | 8  |
| Alianza Fútbol Club · El Salvador                 | 1.ª                 | 2019-20             | 15  | 4  | - | - | 2 | 0 | 17  | 4  |
| Alianza Fútbol Club · El Salvador                 | Total               | Total               | 53  | 12 | 0 | 0 | 2 | 0 | 55  | 12 |
| Asociación Deportiva Chalatenango · El Salvador   | 1.ª                 | 2020-21             | 16  | 5  | - | - | - | - | 16  | 5  |
| Asociación Deportiva Chalatenango · El Salvador   | Total               | Total               | 16  | 5  | 0 | 0 | 0 | 0 | 16  | 5  |
| Club Deportivo Municipal Limeño · El Salvador     | 1.ª                 | 2021                | 4   | 0  | - | - | - | - | 4   | 0  |
| Club Deportivo Municipal Limeño · El Salvador     | Total               | Total               | 4   | 0  | 0 | 0 | 0 | 0 | 4   | 0  |
| Club Deportivo Platense · El Salvador             | 1.ª                 | 2022                | 17  | 2  | - | - | - | - | 17  | 2  |
| Club Deportivo Platense · El Salvador             | Total               | Total               | 17  | 2  | 0 | 0 | 0 | 0 | 17  | 2  |
| Once Deportivo Fútbol Club · El Salvador          | 1.ª                 | 2022-23             | 14  | 1  | - | - | - | - | 14  | 1  |
| Once Deportivo Fútbol Club · El Salvador          | Total               | Total               | 14  | 1  | 0 | 0 | 0 | 0 | 14  | 1  |
| Total en su carrera                               | Total en su carrera | Total en su carrera | 246 | 44 | 0 | 0 | 2 | 0 | 248 | 44 |
| (2) No incluye goles en partidos amistosos.       |                     |                     |     |    |   |   |   |   |     |    |

Segunda División de El Salvador/Reservas/Inferiores
| Club                          | País        | Año         | Partidos | Goles |
| ----------------------------- | ----------- | ----------- | -------- | ----- |
| Turín FESA Fútbol Club        | El Salvador | 2007 - 2008 |          |       |
| Sevilla Fútbol Club Cadete    | España      | 2008 - 2009 |          |       |
| Sevilla Fútbol Club Juvenil C | España      | 2009 - 2010 |          |       |
| Turín FESA Fútbol Club        | El Salvador | 2010 - 2011 | 12       | 3     |
| Club Deportivo Atlético Marte | El Salvador | 2011 - 2012 |          |       |
| Turín FESA Fútbol Club        | El Salvador | 2012 - 2013 | 61       | 26    |
| Tigres de la UANL Sub-20      | México      | 2014        | 10       | 2     |
| Total:                        | Total:      | Total:      | 83       | 31    |

### Selección nacional
| Selección                                      | Año                 | Partidos | Goles |
| ---------------------------------------------- | ------------------- | -------- | ----- |
| El Salvador Sub-17                             |                     |          |       |
| 2010                                           | 2                   | 1        |       |
| 2011                                           | 2                   | 1        |       |
| El Salvador Sub-20                             |                     |          |       |
| 2012                                           | 1                   | 1        |       |
| 2013                                           | 12                  | 4        |       |
| El Salvador Sub-21                             |                     |          |       |
| 2014                                           | 3                   | 1        |       |
| Total en su carrera                            | Total en su carrera | 20       | 8     |
| El Salvador                                    |                     |          |       |
| 2015                                           | 5                   | 0        |       |
| Total en su carrera                            | Total en su carrera | 5        | 0     |
| Estadísticas hasta el 18 de noviembre de 2015. |                     |          |       |

### Participaciones en Copas del Mundo
| Mundial                               | Sede    | Resultado    |
| ------------------------------------- | ------- | ------------ |
| Copa Mundial de Fútbol Sub-20 de 2013 | Turquía | Primera fase |

## Palmarés

### Títulos nacionales
| Título           | Club       | País        | Año    |
| ---------------- | ---------- | ----------- | ------ |
| Primera División | Alianza FC | El Salvador | A-2019 |